# BarCamp
Un BarCamp és una trobada oberta, o més ajustadament, una desconferència, que pren la forma de tallers o d'esdeveniments participatius on el contingut està proporcionat pels mateixos participants, els quals cal que, en major o menor mesura, mirin d'aportar-hi quelcom.
Es basa en el principi de ningú com a espectador, tothom com a participant. L'esdeveniment acostuma a posar èmfasi en les darreres innovacions en la matèria d'aplicacions d'Internet, en el programari lliure o en les xarxes socials.

## L'origen i els principis dels BarCamps
El nom de BarCamp al·ludeix als seus orígens, fent referència a un terme de l'argot dels furoners, el foobar: el BarCamp neix l'agost de 2005 com a resposta al Foo Camp, una desconferència anual hostatjada pel cèlebre editor de llibres sobre programari llibre, Tim O'Reilly, però en què els participants hi són prèviament convidats. Tara Hunt n'esdevé col·laboradora des del primer moment. En els Barcamp no hi ha cap selecció prèvia, llevat pel que fa a les restriccions que imposa la tria del lloc, però llavors només la data d'inscripció es té en compte, i tothom hi és convidat a participar-hi; siguin quines que siguin les seves competències tècniques: es pot presentar un programari, però també una simple idea, una proposta de servei, de disseny o bé expressar una necessitat.
Els BarCamps s'han organitzat essencialment gràcies al Web, fent servir aquelles que podríem anomenar com a eines de comunicació del Web 2.0. Treballant sobre el procés d'organització d'un Foo Camp i en la codificació sobre un wiki públicament accessible, els BarCamps han aportat una innovació decisiva. La implicació de personalitats reconegudes de l'univers del desenvolupament d'Internet, com ara Tantek Çelik, Tara Hunt i Ross Mayfield han contribuït, de ben segur, a la seva promoció i adopció massiva.

## Els Barcamps a la pràctica
La metodologia de treball d'un BarCamp pot variar d'un lloc a un altre sempre que es respecti el doble principi de la «desconferència» i el de «tothom com a participant». Segons el model inicial, el BarCamp comença amb una presentació dels participants al voltant d'una taula on cadascú dona el seu nom, la seva afiliació (empresa o associació), si n'hi ha cap, i tres paraules-claus que permeten discernir els seus interessos. A continuació, es convida els participants a inscriure el tema que els interessa sobre un gran full de paper que serà anunciat a continuació en un mural. Aquest pren la forma d'una graella on a un costat hi ha les sales o taules disponibles, i a l'altre les previsions horàries. S'anima a tots els participants a presentar un projecte o a ajudar en el moment d'una intervenció. Per preparar els Barcamp i permetre d'assegurar-ne la continuació, s'aconsella escriure l'avanç dels assumptes sobre que es voldria conversar a la pàgina wiki del BarCamp i es demana a tothom que comparteixi públicament les informacions i les experiències rebudes en el moment de l'esdeveniment, tant durant aquest com també després, gràcies sobretot als canals públics d'Internet, als blocs, a la compartició de fotos, als wikis, als blogrolls i des de les aplicacions de missatgeria instantània.
Tothom pot iniciar un BarCamp utilitzant el wiki dels BarCamps, o bé creant-ne una pròpia branca. La participació acostuma a ser gratuïta i generalment només limitada per les restriccions d'espai. No obstant això, els participants han d'inscriure's per avançat. La majoria de vegades, els llocs proporcionen uns serveis bàsics: un accés lliure i gratuït a Internet, normalment sense fils i, d'acord amb el model original dels Foo Camps, els llocs miran d'oferir també un lloc on acollir els participants (BarCampers) durant la nit.
Per altra banda, els BarCamps sovint depenen de la bona voluntat dels organitzadors, o també de la generositat d'uns patrocinadors. En això cal incloure-hi un préstec dels locals, una connexió a Internet fiable i, fins i tot, begudes o menjar.

## La xarxa internacional i la història dels Barcamps
El primer BarCamp va tenir lloc a Palo Alto, Califòrnia, del 25 al 27 d'agost de 2005, a les oficines de l'organització SocialText. Va ser organitzat en menys d'una setmana, amb la idea d'un esdeveniment desjerarquitzat i amb pràcticament 200 participants. Des de llavors, se n'han organitzat als Estats Units, a Europa o a Àsia, des de Stanford fins a Bangladesh. Per celebrar el primer aniversari dels BarCamps, s'organitzà un BarCampEarth simultani durant el cap de setmana del 26 al 28 d'agost de 2006. Actualment hi ha una xarxa internacional de BarCamps organitzats en desenes de ciutats al voltant del món i aquests serveixen de referència per a altres desconferències en altres dominis.
L'èxit dels Barcamps ha permès el desenvolupament de «Camps» més especialitzats construïts sobre els mateixos principis.
Els Barcamps també han facilitat la difusió de noves idees i de nous conceptes com ara els espais de treball compartits, basats en el concepte d'un tercer lloc, a part del domicili i el lloc de treball de l'empresa.